# Fernando Navarro (meksykański piłkarz)
Fernando Navarro Morán (ur. 18 kwietnia 1989 w mieście Meksyk) – meksykański piłkarz występujący na pozycji prawego obrońcy lub środkowego pomocnika, reprezentant Meksyku.

## Kariera klubowa
Navarro pochodzi ze stołecznego miasta Meksyk i swoją karierę rozpoczynał w tamtejszych amatorskich zespołach Centro de Capacitación Carso (CECAP) i Pumitas. W późniejszym czasie przeniósł się klubu Atlante FC z siedzibą w Cancún, gdzie początkowo występował w trzecioligowych rezerwach – Club Tecamachalco. Za sprawą udanych występów jako osiemnastolatek został włączony do pierwszej drużyny przez szkoleniowca José Guadalupe Cruza, w meksykańskiej Primera División debiutując 1 marca 2008 w przegranym 0:2 spotkaniu z San Luis. Początkowo pełnił jednak rolę rezerwowego i regularnie zaczął pojawiać się na boiskach dopiero kilka miesięcy później, w 2009 roku triumfując z Atlante w rozgrywkach Ligi Mistrzów CONCACAF. Wówczas także wziął udział w Klubowych Mistrzostwach Świata, podczas których jego ekipa odpadła w półfinale i zajęła czwarte miejsce. Bezpośrednio po tym wywalczył sobie pewne miejsce w linii defensywy, premierowego gola w lidze zdobywając 8 stycznia 2011 w przegranej 1:2 konfrontacji z Santosem Laguna. Ogółem w barwach Atlante spędził niemal cztery lata.
Latem 2011 Navarro został zawodnikiem zespołu Tigres UANL z miasta Monterrey. Tam już w pierwszym, jesiennym sezonie Apertura 2011 zdobył z drużyną prowadzoną przez Ricardo Ferrettiego swój premierowy tytuł mistrza Meksyku, pełniąc jednak wyłącznie rolę głębokiego rezerwowego. Przez półtora roku pobytu w Tigres nie potrafił wywalczyć sobie pozycji w wyjściowym składzie, wobec czego odszedł do klubu CF Pachuca, którego barwy reprezentował z kolei przez sześć miesięcy, również wyłącznie jako rezerwowy. W lipcu 2013 przeniósł się do ekipy Club León na mocy współpracy między obydwoma zespołami (posiadającymi wspólnego właściciela – przedsiębiorstwo Grupo Pachuca). W sezonie Apertura 2013 wywalczył z nią swoje kolejne mistrzostwo Meksyku i sukces ten powtórzył również pół roku później, podczas wiosennych rozgrywek Clausura 2014, kiedy to po raz trzeci zdobył tytuł mistrzowski. Podobnie jak w Tigres i Pachuce był jednak wyłącznie rezerwowym zawodnikiem zespołu trenera Gustavo Matosasa.
Podstawowym graczem Navarro został dopiero po przyjściu do ekipy szkoleniowca Juana Antonio Pizziego i w tej roli w sezonie Apertura 2015 dotarł do finału krajowego pucharu – Copa MX.
| Sezon     | Klub        | Kraj   | Rozgrywki | Mecze | Bramki |
| --------- | ----------- | ------ | --------- | ----- | ------ |
| 2007/2008 | Atlante FC  | Meksyk | Liga MX   | 6     | 0      |
| 2008/2009 | Atlante FC  | Meksyk | Liga MX   | 17    | 0      |
| 2009/2010 | Atlante FC  | Meksyk | Liga MX   | 29    | 0      |
| 2010/2011 | Atlante FC  | Meksyk | Liga MX   | 34    | 2      |
| 2011/2012 | Tigres UANL | Meksyk | Liga MX   | 8     | 0      |
| 2012/2013 | Tigres UANL | Meksyk | Liga MX   | 4     | 0      |
| 2012/2013 | CF Pachuca  | Meksyk | Liga MX   | 2     | 0      |
| 2013/2014 | Club León   | Meksyk | Liga MX   | 16    | 0      |
| 2014/2015 | Club León   | Meksyk | Liga MX   | 16    | 2      |
| 2015/2016 | Club León   | Meksyk | Liga MX   | 33    | 2      |
| 2016/2017 | Club León   | Meksyk | Liga MX   |       |        |